# Aachen-Mitte
Aachen-Mitte ist einer der sieben Aachener Stadtbezirke. Er liegt in der Mitte der Stadt Aachen und umfasst unter anderem die Aachener Altstadt sowie die Stadtteile Burtscheid und Forst und das Frankenberger Viertel. Das Gebiet des Stadtbezirks reicht nach Süden bis zur Staatsgrenze nach Belgien und umfasst  einen Großteil des Aachener Walds.

## Geschichte
Der Stadtbezirk Aachen-Mitte wurde  geschaffen, als im Rahmen der Gebietsreform in Nordrhein-Westfalen sieben Umlandgemeinden gemäß dem Aachen-Gesetz am 1. Januar 1972 nach Aachen eingemeindet wurden. Während aus den eingemeindeten Gebieten eigene Stadtgebiete wurden, umfasst der Stadtbezirk Aachen-Mitte im Wesentlichen das Stadtgebiet vor 1972 mit den Aachener Gemarkungen Aachen, Burtscheid und Forst. Lediglich ein im Süden des alten Stadtgebiets gelegener Streifen zwischen der belgischen Grenze und Walheim mit den Gemarkungen Lichtenbusch und Sief und dem daran angrenzenden Ortsteil Grüne Eiche in der Gemarkung Forst wurde dem Stadtbezirk Kornelimünster/Walheim zugeordnet.

## Statistische Bezirke
Der Stadtbezirk Aachen-Mitte ist unterteilt in die statistischen Bezirke (Fläche und Bevölkerungsstand vom 31. Dezember 2022):
| Nr. | Bezeichnung            | Fläche (ha) | Einwohner | Dichte (Einw./ha) |
| --- | ---------------------- | ----------- | --------- | ----------------- |
| 10  | Markt                  | 27          | 2.746     | 101,7             |
| 13  | Theater                | 23          | 3.137     | 136,4             |
| 14  | Lindenplatz            | 33          | 4.192     | 127,0             |
| 15  | St. Jakob              | 31          | 6.384     | 205,9             |
| 16  | Westpark               | 100         | 8.351     | 83,5              |
| 17  | Hanbruch               | 239         | 3.656     | 15,3              |
| 18  | Hörn                   | 131         | 5.520     | 42,1              |
| 21  | Ponttor                | 193         | 13.292    | 68,9              |
| 22  | Hansemannplatz         | 70          | 5.360     | 76,6              |
| 23  | Soers                  | 87          | 2.949     | 33,9              |
| 24  | Jülicher Straße        | 86          | 7.795     | 89,6              |
| 25  | Kalkofen               | 240         | 2.975     | 12,4              |
| 31  | Kaiserplatz            | 51          | 8.221     | 161,0             |
| 32  | Adalbertsteinweg       | 69          | 10.042    | 150,7             |
| 33  | Panneschopp            | 121         | 8.507     | 70,3              |
| 34  | Rothe Erde             | 164         | 2.648     | 16,1              |
| 35  | Trierer Straße         | 147         | 8.431     | 57,3              |
| 36  | Frankenberg            | 51          | 8.826     | 173,0             |
| 37  | Forst                  | 732         | 13.516    | 18,5              |
| 41  | Beverau                | 378         | 4.133     | 10,9              |
| 42  | Burtscheider Kurgarten | 69          | 5.160     | 74,8              |
| 43  | Burtscheider Abtei     | 100         | 7.446     | 74,5              |
| 46  | Steinebrück            | 1103        | 7.060     | 6,4               |
| 47  | Marschiertor           | 66          | 6.835     | 103,6             |
| 48  | Hangeweiher            | 852         | 11.370    | 13,3              |